# アシナガグモ科
アシナガグモ科 (Tetragnathidae) は、コガネグモ上科に含まれるクモ目の分類群の一つで、含まれるものには水平円網を張る例が多い。アシナガグモ属やシロカネグモ属には、知名度は高くないが、身近で普通に見かける種が多く含まれる。

## 概説
アシナガグモ科の名は、タイプ属であるアシナガグモ属から来ている。確かにこの属のものは足が長いのだが、この科のクモは、他の属でも足の細長いものが多い。
ほとんどが水平円網を張り、特にその中央に穴が開いた形の無こしき網と呼ばれる網を張る。しかし中には網を張らないもの、幼生のみが網を張るものなども含まれる。
アシナガグモ属とシロカネグモ属には中型で目立つ網を張るものが多く含まれ、一部は人家の軒下にまで姿を見せる。
分類上の扱いは変遷があり、元々はコガネグモ科に含まれていたものが独立科として扱われるようになったが、その時点ではドヨウグモ属などはコガネグモ科のままで、その後改めて移された。後にジョロウグモもコガネグモ科からここに移されたこともある。

## 形態
完性域類で二爪類に属し、篩板を欠く。頭胸部は縦長、眼は前後二列に各4眼の8眼。顎がよく発達するものが多く、外顆はないか痕跡的。性的二形はコガネグモ科のものほどは大きくなく、雄は雌より一回り小さくて華奢な程度。アシナガグモ属では雄の顎に雌よりよく発達した棘状突起を持つ。
歩脚はいずれも細長く、特に第一脚が長いものが多い。腿節にまっすぐに立ったような毛が綺麗な列で並んでおり、これは聴毛と言って音を感知すると言われる。
腹部は短い楕円形のものからほど長いものまで様々。また、雌の腹部下面前方、書肺の後方中央に雌性生殖孔があり、その入り口は外雌器として種ごとに固有の複雑な構造を備えるのが普通であるが、この類ではこの部分が単純で、種による違いが大きくない。特にアシナガグモ属では外雌器が形成されない。雄における触肢器官でも根部や中部把持器などを持たない。

## 習性
ほとんどのものは造網性で、水平円網を張る。この円網は、おおよそ水平に張られる点以外は、見かけはコガネグモ属などに見られる標準的なものに見えるが、網の中心の縦糸の集まったところが異なる。普通の円網ではここに横糸と同じように、しかしより密に糸が張られており、ちょうどクモの座る座布団、といった格好になっているのだが、この類の網ではこの中央に穴が開いており、円網の中央にはやや幅広い糸の帯で縁取られた穴となっている。これを無こしき網という。
クモは網の中央の裏側に定位する。アシナガグモ属などの多くは夜行性で夕方から網を張るが、シロカネグモ属には昼間から網を張って、その中央に居続けるものもある。オオシロカネグモでは日差しの強い時にぶら下がるような姿勢で体温上昇を避ける例もある。

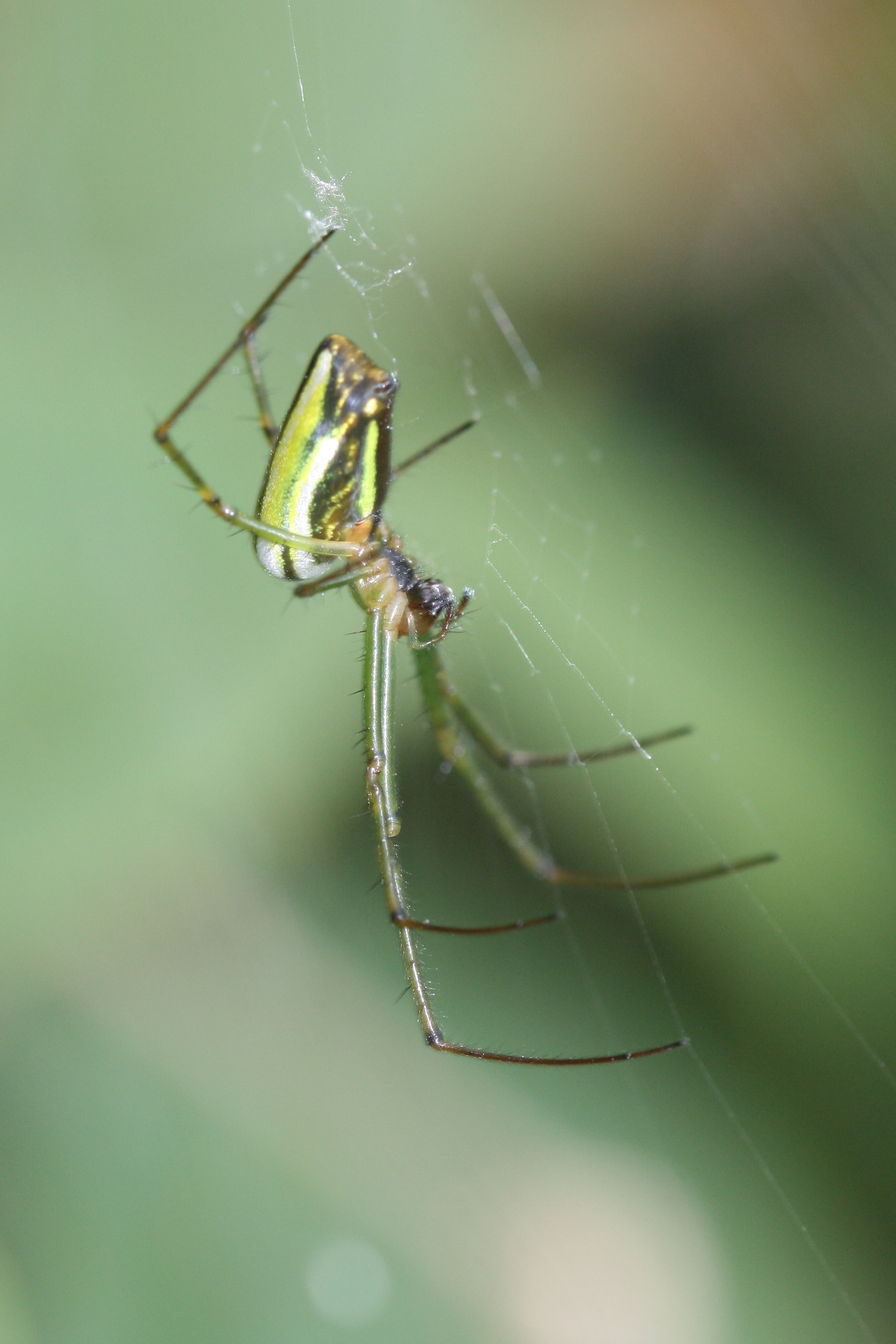
網にいるオオシロカネグモ（メス）

中型のアシナガグモやオオシロカネグモは開かれた空間に網を張り、タニマノドヨウグモでは時に渓流の流れを跨いで両岸を糸で繋いで、その中央近くに網を張る。日本の渓流のような水流の上ではタニマノドヨウグモ・オオシロカネグモ・アシナガグモなど本科のクモが多く、空間の陣取り合戦を繰り広げる。
より小型なウロコアシナガグモでは樹木の枝の間や葉の裏などに網を張る。キヌアシナガグモは多少特殊な網を張る。このクモの網は基本的には円網だが、縦糸が5本しかなく、全体の形は五角形になっており、更に幼生では縦糸が4本で全体の形は方形となっている。また、枠糸を作らない。また、セイロンアシナガグモでは木の枝などの間に網を張るが、往々に網の中心が枯れ枝の一つにくっついてあり、そのために網全体がこの枝で二分される。
他方で、キンヨウグモでは幼生の時には樹上の枝の間に水平円網を張るが、成体は網を張らず、夜間に葉の間に糸を引いてその上で待機し、飛来する昆虫を足で引き寄せて捕まえる。ヒメアシナガグモなどは地上性で、幼生は地表近くや土のくぼみに水平円網を張るが、成体はやはり網を張らず、徘徊性のクモのように歩き回って獲物を捕らえる。

## 利害
直接的なものはない。日本ではヤサガタアシナガグモが水田に非常に数多く、害虫駆除に一定の役割を果たすものと考えられている。
アシナガグモは燈火の周辺によく集まり、その周辺を汚す一員となる。その他シロカネグモ属やアシナガグモ属には人家周辺によく出現するものが幾つかある。

## 分類
かつてはコガネグモ科に含めた。後に独立科とされたが、ドヨウグモ類はコガネグモ科に含めたりこの科としたりと変遷がある。ジョロウグモもこの科に含めたことがあるが、現在では独立科とされている。
現在の判断ではヨリメグモ科やカラカラグモ科など、円網的な網を張るクモの群とサラグモ科、ヒメグモ科を含む単系群に対して姉妹群をなし、これら全体がコガネグモ科に対して姉妹群となるとされている。
世界中に60属950種ほどが知られる。そのうちでアシナガグモ属が約300種、シロカネグモ属が170種で、この2属で種数の半分を占める。この2属は日本でも普通種を多く含み、種数も多い。
日本からは確実なものとしては11属44種がある。以下に日本から知られるもののうち、代表的なものを挙げる。それ以外のものについては、アシナガグモ科の属種を参照されたい。
- Diphya　ヒメドヨウグモ属：オオクマヒメドヨウグモ
- Dolichognatha　ズナガドヨウグモ属：ズナガドヨウグモ
- Menosira　アズミグモ属：キンヨウグモ
- Meta　ドヨウグモ属：サンロウドヨウグモ・ヤマジドヨウグモ
- Metleucauge　オオドヨウグモ属：タニマノドヨウグモ・キタドヨウグモ
- Okileucauge　ササキグモ属：ササキグモ
- Tylorida　ハラダカグモ属：キイロハラダカグモ
- Leucauge　シロカネグモ属：チュウガタシロカネグモ・オオシロカネグモ・チビシロカネグモ・キララシロカネグモ
- Dyschiriognatha　ヒメアシナガグモ属：ミナミヨツボシヒメアシナガグモ
- Pachygnatha　アゴブトグモ属：アゴブトグモ・ヒメアシナガグモ
- Tetragnatha　アシナガグモ属：アシナガグモ・ヤサガタアシナガグモ・トガリアシナガグモ・ミドリアシナガグモ・エゾアシナガグモ・キヌアシナガグモ・ウロコアシナガグモ